# Hartvig Nissens skole
Hartvig Nissens skole, informellt även bara Nissen, före 1963 Nissens Pikeskole (Nissens flickskola), är ett gymnasium i en av Oslos stadsdelar, Frogner. 
Den norska dramaserien Skam (2015–2017) utspelar sig till stor del på skolan.

## Historik
Skolan var den första högre flickskolan i Norge och upprättades 1849 av Hartvig Nissen. Skolan anses vara ett av Oslos bästa gymnasier,[källa behövs] och här bildades 1919 Norges första elevråd. 
På Hartvig Nissens skole har bland andra de norska prinsessorna Ragnhild och Astrid gått.

## Alumni (urval)
- Prinsessan Ragnhild av Norge
- Prinsessan Astrid av Norge
- Eva Nansen
- Tarjei Sandvik Moe

## Galleri

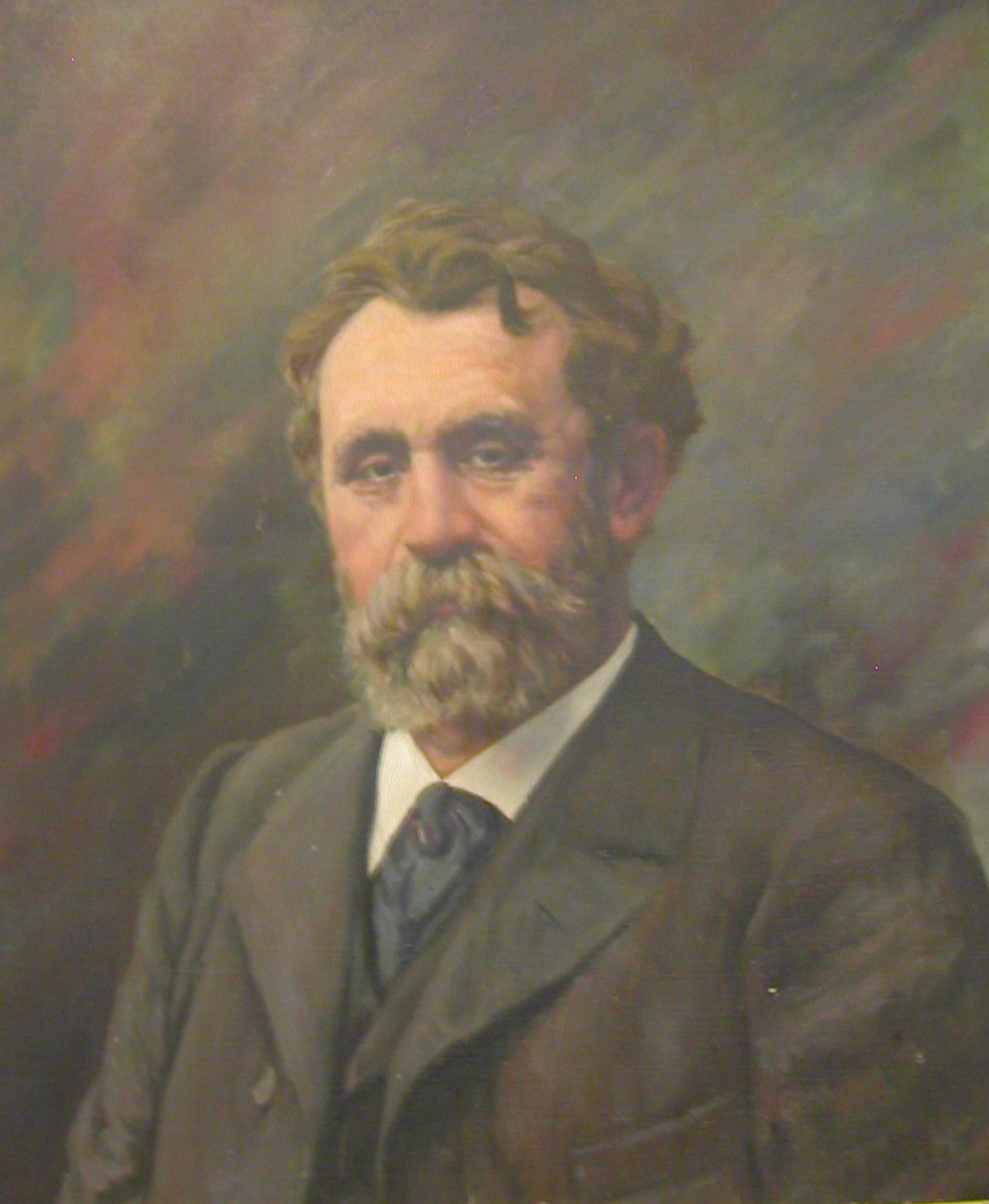
Bernhard Pauss var rektor på skolan från 1872 till sin död 1907.
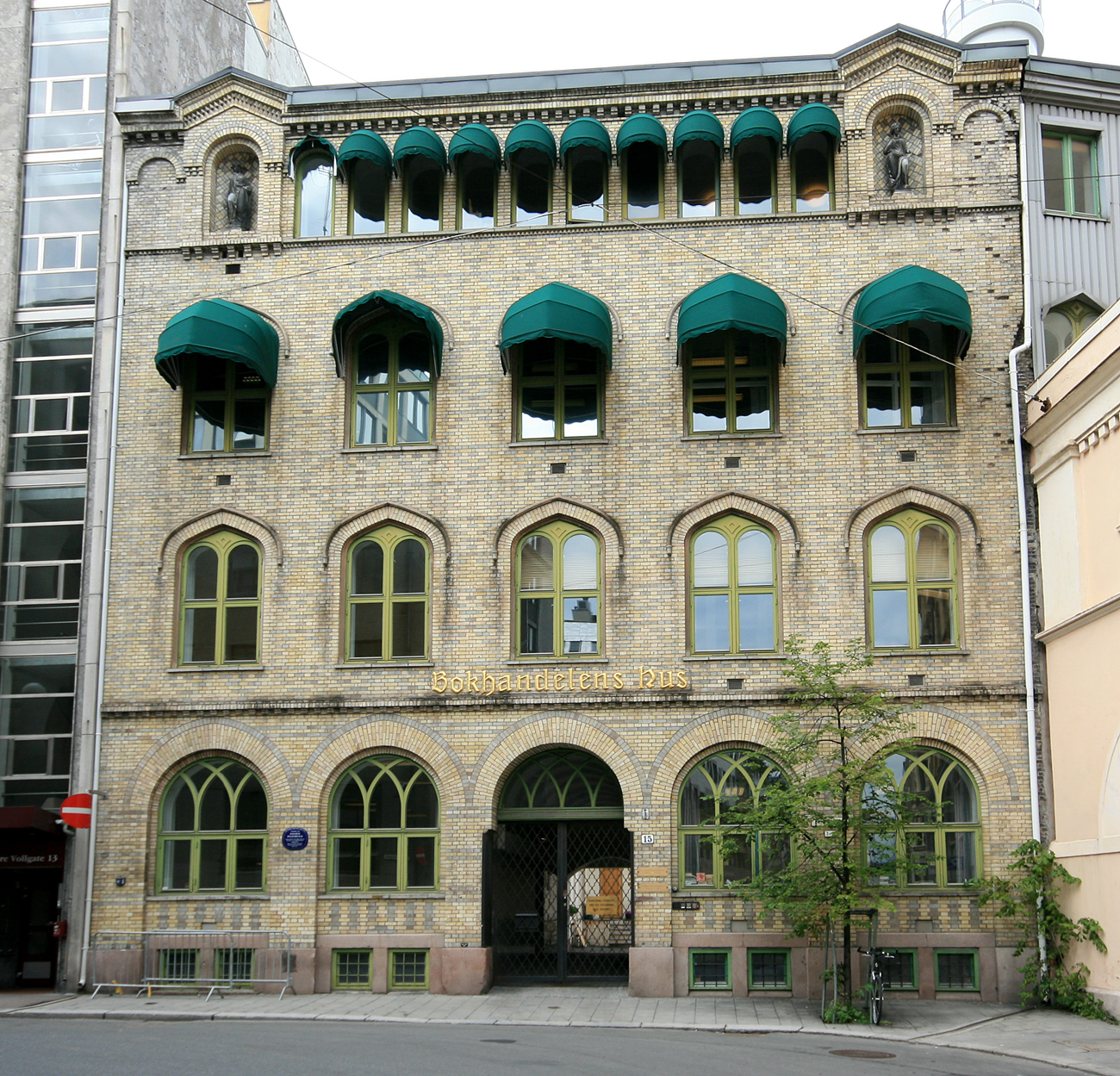
Øvre Vollgate 15 var skolans byggnad mellan 1860 och 1899; nu är heter byggnaden Bokhandelens hus.
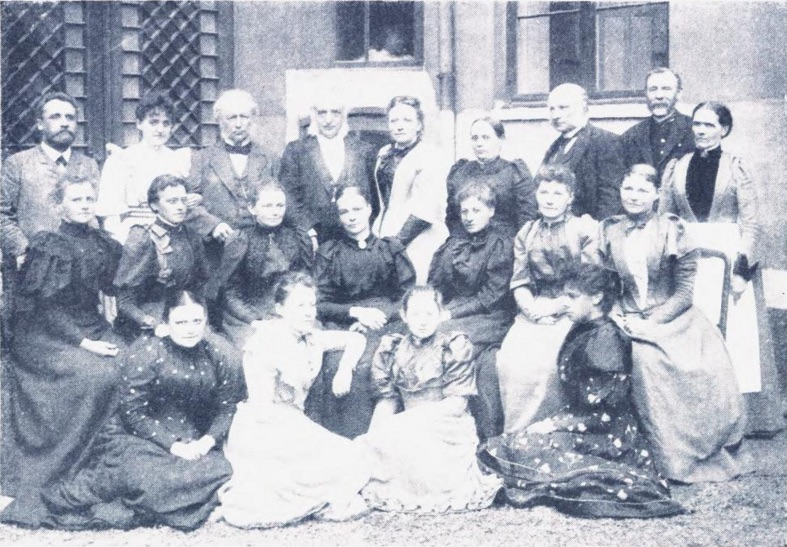
Den äldsta gruppbilden av skolans fast anställda, år 1893. På bilden syns bland annat Bernhard Pauss, Einar Lyche, Johan Carl Keyser, Hartvig Lassen och Henriette Pauss.
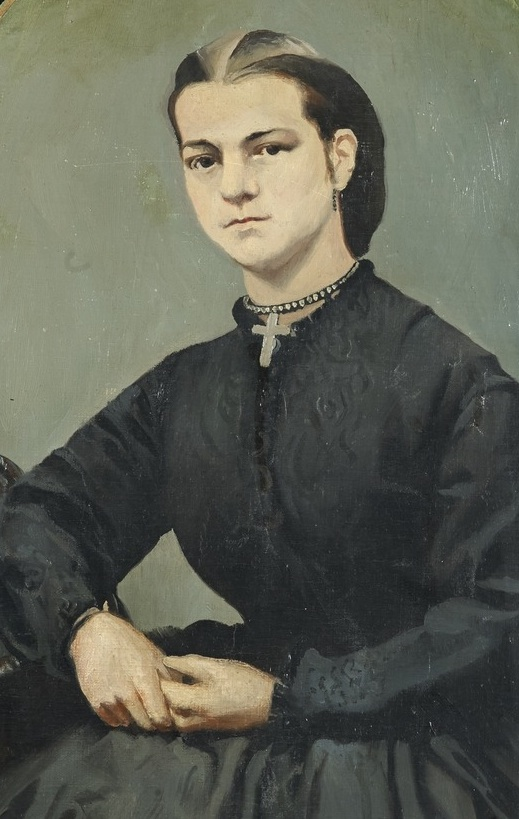
Henriette Pauss, skolans första lärarinna 1885–1909, var gift med skolans rektor, Bernhard Pauss.